# Font de la Vila (Figuerola del Camp)
La Font de la Vila és una obra de Figuerola del Camp (Alt Camp) protegida com a Bé Cultural d'Interès Local.

## Descripció
La font es troba a la sortida del poble i forma part d'una petita plaça amb bancs i arbres. El conjunt de la font està format per una creu amb la data de 1620 a la part superior, un petit nínxol buit, i la font pròpiament dita a la part inferior. És d'una canella i es troba dins d'una fornícula d'arc escarser. Hi figura la data de març de 1771. A la part interior, i en forma d'arc de mig punt, hi ha un rètol amb el nom de: Font de la Vila.

## Història
La inscripció de 1620 permet suposar l'existència de la font ja en el segle xvii. De fet, però, no apareix documentada fins al segle xviii. concretament se sap que l'any 1771 l'Ajuntament acordà arreglar-la. El 1969 es porta a terme una nova remodelació de la font i del seu entorn immediat.